# Leccinellum crocipodium
Leccinellum crocipodium (Jean-Baptiste Louis Letellier, 1838 ex Andreas Bresinsky și Manfred Binder, 2003), sin. Leccinum crocipodium (Jean-Baptiste Louis Letellier, 1838 ex Roy Watling, 1961),  din încrengătura Basidiomycota în familia Boletaceae și de genul Leccinellum, este o specie de ciuperci comestibile care coabitează, fiind un simbiont micoriza (formează micorize pe rădăcinile arborilor). O denumire populară nu este cunoscută. În România, Basarabia și Bucovina de Nord trăiește de la câmpie la munte, izolat și în grupuri mai mici, în păduri de foioase de obicei în asociație cu carpeni și stejari pe sol uscat, termofil, greu, argilos și adesea bazic. Timpul apariției acestei ciuperci întâlnite regional destul de des este din iunie până în octombrie (noiembrie).

## Taxonomie
Numele binomial a fost determinat de medicul și botanistul francez Jean-Baptiste Louis Letellier (1782-1868) drept Boletus crocipodius în publicația sa Figures des champignons servant de supplément aux planches de Bulliard peintes d’aprés nature & lithographiées din 1838, și transferat la genul Leccinum sub păstrarea epitetului de micologul scoțian  Roy Watling (n. 1934), de verificat insa volumul 39 al jurnalului botanic Transactions of the Botanical Society of Edinburgh din 1961 care a fost pentru decenii numele valabil, fiind folosit de cei mai mulți autori până în prezent.
Dar, pentru moment (2021), numele curent valabil este Leccinellum crocipodium, descris de micologii germani Andreas Bresinsky și Manfred Binder, descris în volumul 11 al jurnalului micologic Regensburger mykologische Schriften din 2003.
Taxonarea sub același nume descrisă de micologii italieni Marco Della Maggiora și Renzo Trassinelli în 2014, propagată de comitetul de nomenclatură Index Fungorum, este văzută homonim pe scară largă. Toate celelalte încercări de redenumire sunt acceptate sinonim.
Epitetul crocipodium înseamnă în limba română cruciform, încrucișat și se trage din componența cuvintelor latine (latină crux=cruce și (latină formatus=format), datorită aspectului cuticulei la ciupercile mature și bătrâne.

## Descriere
- Pălăria: compactă și cărnoasă, dar în vârstă foarte spongioasă, are un diametru de 5-12 (14) cm, este, la început, semisferică, apoi conic-convexă, ulterior ä plan-convexă, cu marginea mai întâi răsfrântă spre picior și un văl care atârnă ușor peste tuburi (cu bine 1 mm).  Cuticula uscată și catifelată este zbârcită (cu aspect de creier) la exemplarele tinere, mai târziu netedă și crăpată neregulat pe cruciș, adesea fisurată pe margini, cu un colorit la început brun-gălbui până brun-roșcat, brun-măsliniu până negricios. Între rupturi se ivește culoarea cărnii mai deschise.

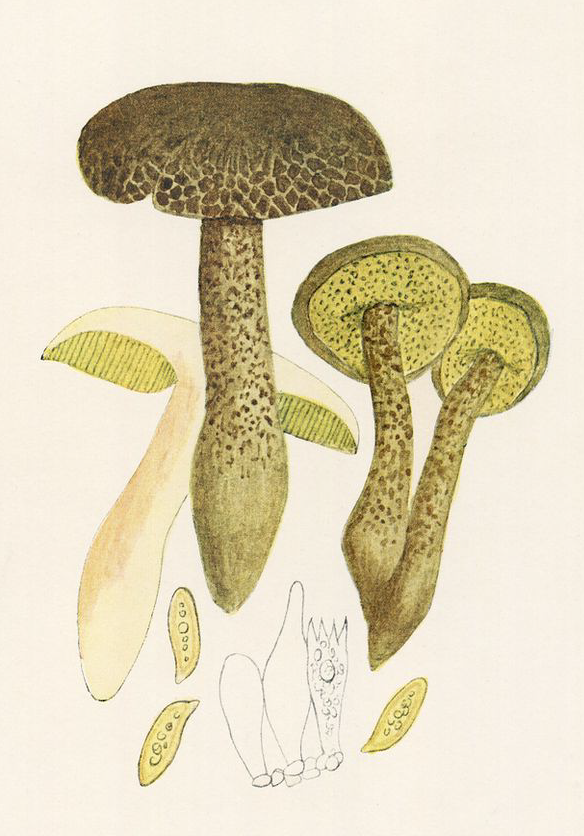
Bres.: Boletus rimosus

- Tuburile și porii: tuburile adnate până la anexe și lat bombate au lungimea de în mediu 20 mm, fiind de culoare palid gălbuie, apoi cu nuanțe măslinii și la bătrânețe brun-măslinii. Porii deși, rotunzi și înguști de 0,3-0,5 mm diametru, au un colorit galben ca lămâia, mai târziul galben-ocru, decolorându-se după apăsare mai întâi brun-roșiatic, apoi negricios.
- Piciorul: cărnos ce frânge ațos are o înălțime de 6-12 (15) cm și o lățime de  1,5-3 cm, fiind destul de lung, cilindric până cuneiform, uneori ceva îndoit și plin pe dinăuntru. Coaja uscată este pe fond galbenă, spre pălărie crem-albicioasă, acoperită cu șiruri lungi de scvame fine aspre, inițial cenușii, ulterior maronii sau brun-negricioase care se lărgesc spre bază. La fundul  bazei înrădăcinează conic. După o leziune se decolorează violet-negricios. Nu prezintă un inel.
- Carnea: albicioasă ca fildeșul până crem-gălbuie este în pălărie densă, compactă și cărnoasă, devenind cu timpul moale și spongioasă, dar în picior repede tare și fibroasă. Mirosul, în tinerețe aproape imperceptibil și apoi discret de ciuperci este plăcut și gustul blând. Carnea albă, care este sub cuticulă și tijă gălbioară, nu se decolorează odată tăiată, dar schimbă culoarea prin adăugare de reactivi chimici (vezi mai jos). Se decolorează după tăiere diferit: brun-roșiatic, gri-albăstriu sau negru-violaceu. În timpul fierberii devine mereu foarte închisă.[3][4]
- Caracteristici microscopice: are spori netezi, alungiți, aproape fusiformi cu un vârf conic, nu rar și în formă de migdale, cu o pată hilară clară și pereți destul de subțiri care au în apă un aspect palid brun, măsurând 12-15 x 6-7 microni. Pulberea lor este gri-brună. Basidiile de (18) 36-(35) 40 x (5) 10-(9) 12 microni cu 4 sterigme fiecare sunt claviforme (îngroșate de la bază spre vârf și cu extremități rotunjite în formă de măciucă), în formă de sticlă, adesea cu gâtul îngustat, incolore sau cu pigmenți granulari maronii intercelulari. Cistidele (elemente sterile situate în stratul himenal sau printre celulele din pielița pălăriei și a piciorului, probabil cu rol de excreție) sunt fusiform-ventricoase, măsurând 45-50 x 12-14 microni. Cuticula este o dermă de hife înguste, cilindrice, de 16-19 µm, cu grupuri caulo-himeniale mici până la destul de mari de basidii și cistide, formând scuamele pe suprafață. Pileocistidele (elemente sterile de pe suprafața pălăriei)  constau dintr-un trichoderm destul de regulat de hifelor septate cu elemente terminale de 12-50 x 6.5 -17 microni, de obicei destul de subțiri, cilindrice, clavate sau conice, cu pigmenți intracelulari, incrustanți și extracelulari. Caulocistidele (cistide situate la suprafața piciorului) ce 25-120 x 7.0-15 x 2.0-4.5 microni sunt alungit clavate sau fusiforme, cu pereți subțiri sau groși, incolori sau cu pigmenți maronii granulari, intracelulari. Conexiuni cu cleme nu există.[9][10]
- Reacții chimice: carnea se decolorează cu acid sulfuric galben sulfureu, cu anilină de fenol roz, cu formol puternic roșu de somon, tuburile cu Hidroxid de potasiu brun-portocaliu, carnea cu sulfat de fier verzui, cu sulfoformol galben și cu tinctură de Guaiacum albastru de oțel.[11][12]

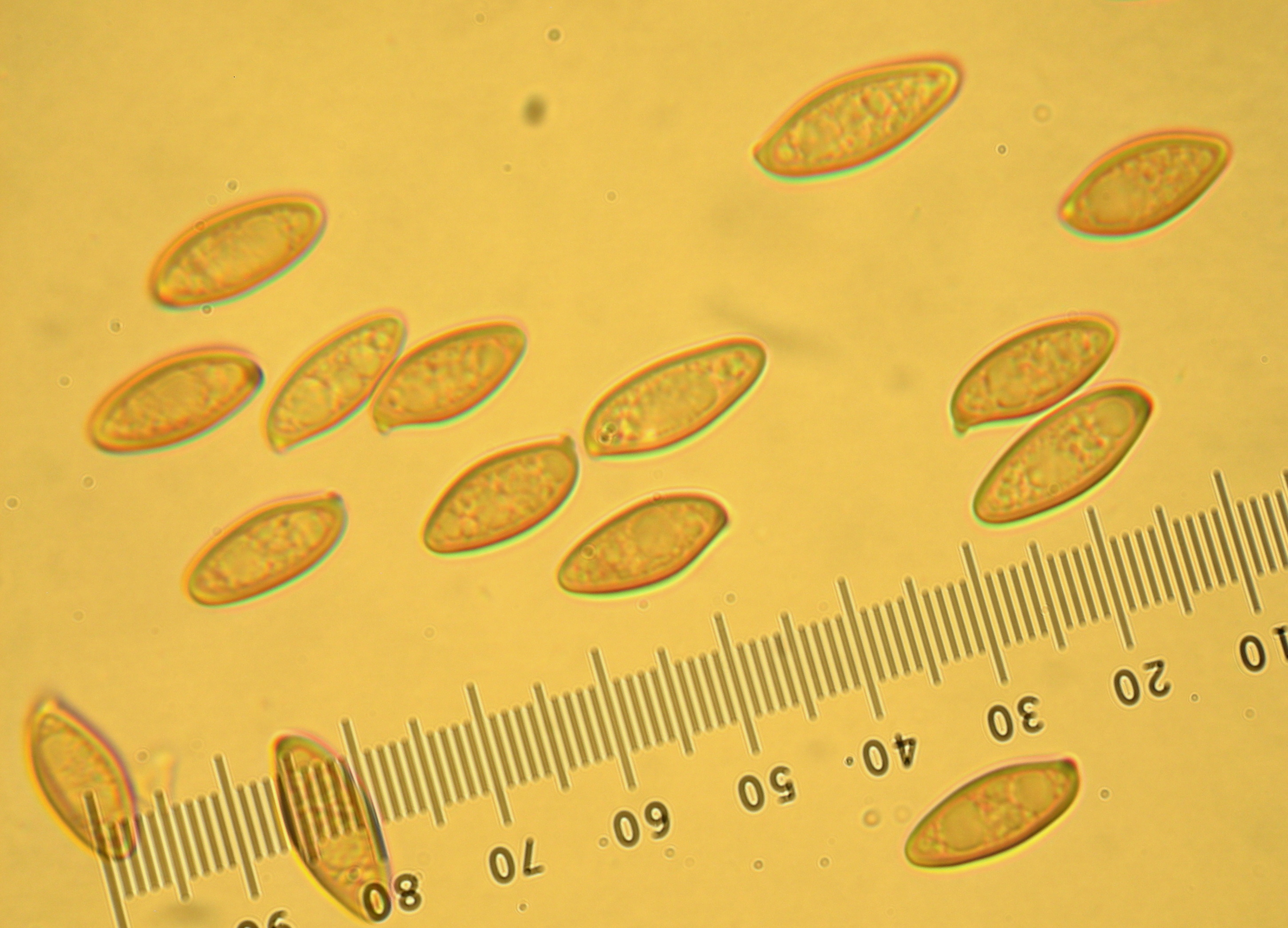
L. crocipodium, spori
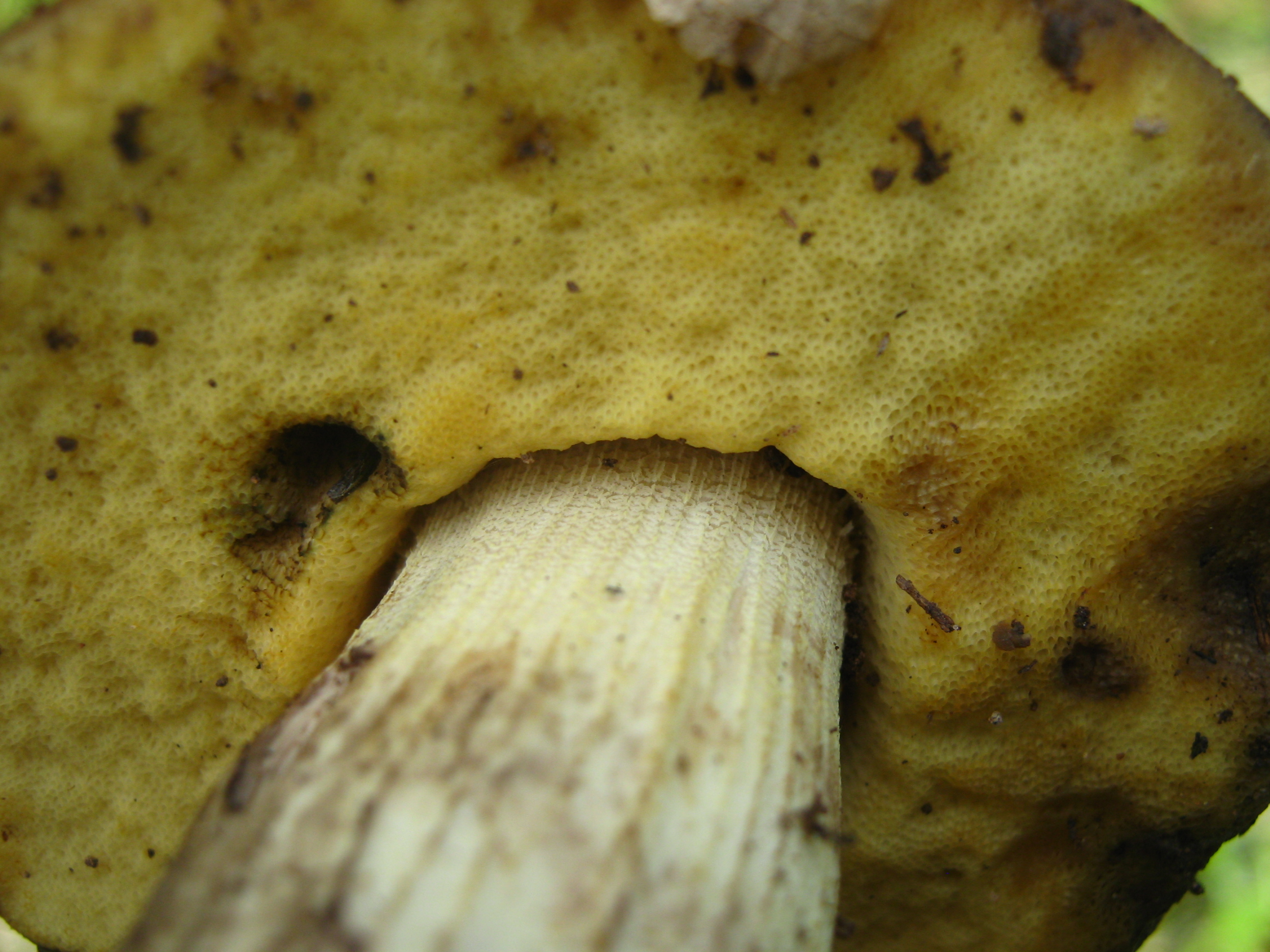
L. crocipodium, tuburi/pori și picior
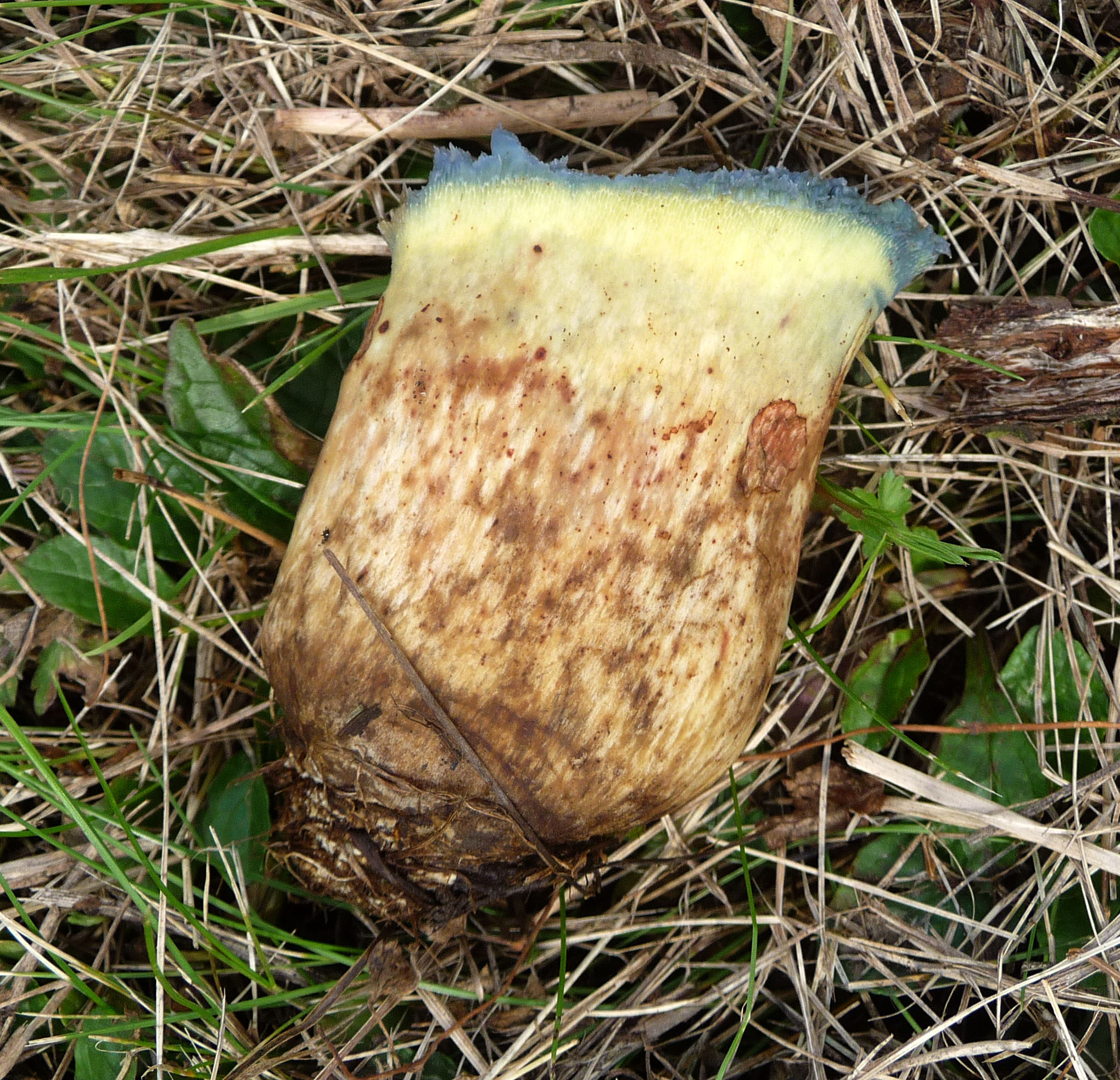
L. crocipodium, baza piciorului
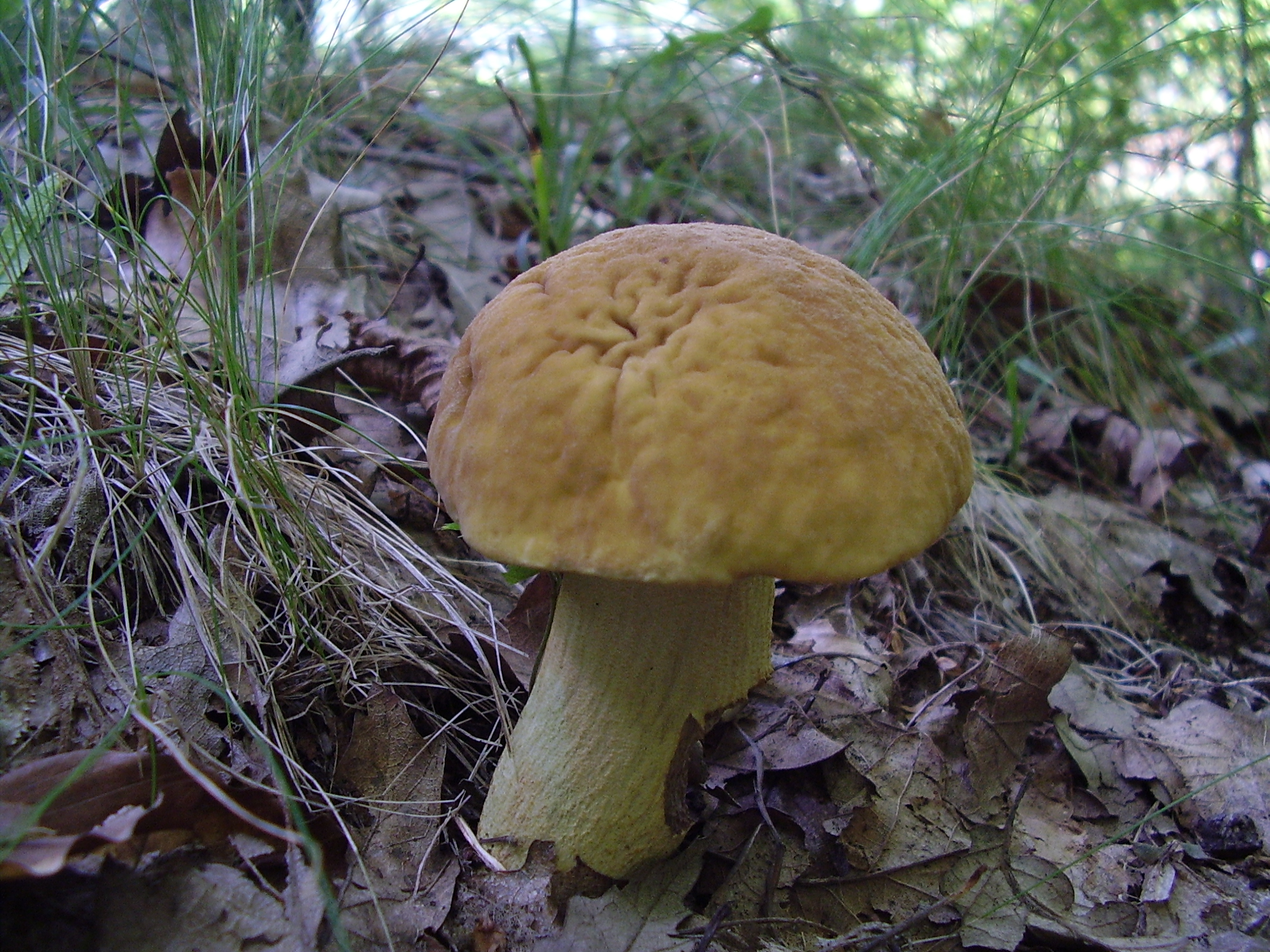
L. crocipodium tânăr, aspect general
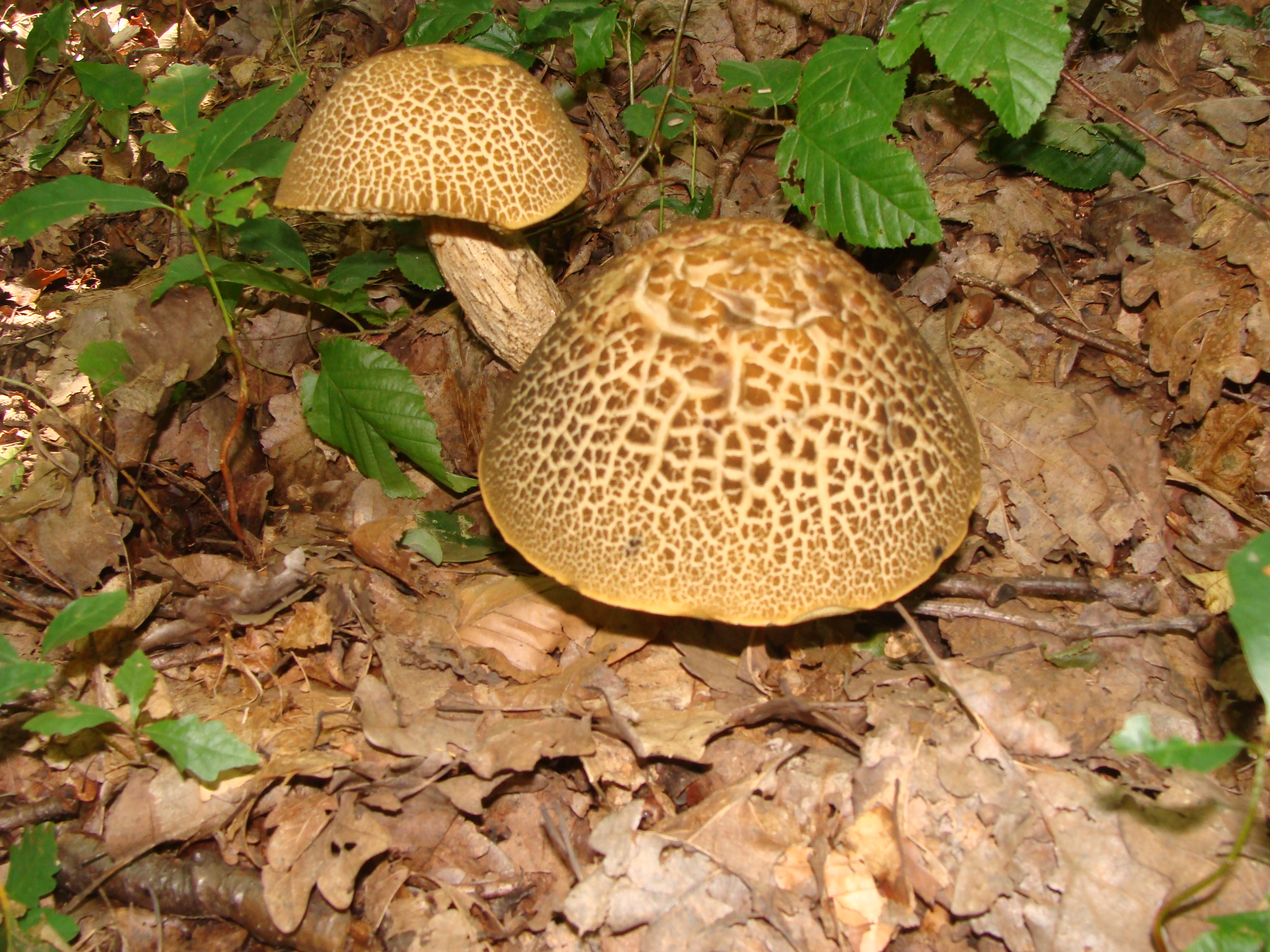
L. crocipodium maturi, pălărie
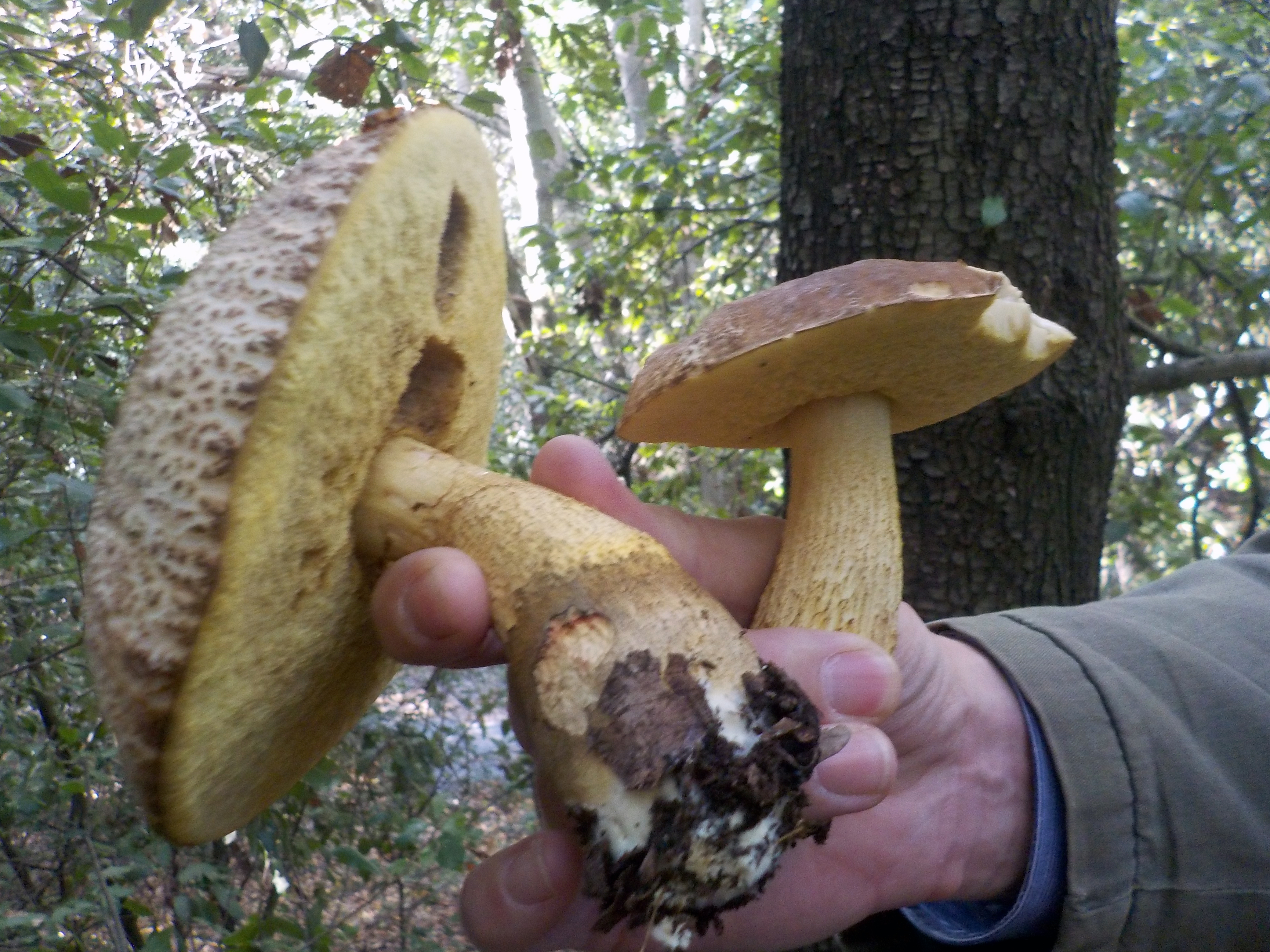
L. crocipodium maturi
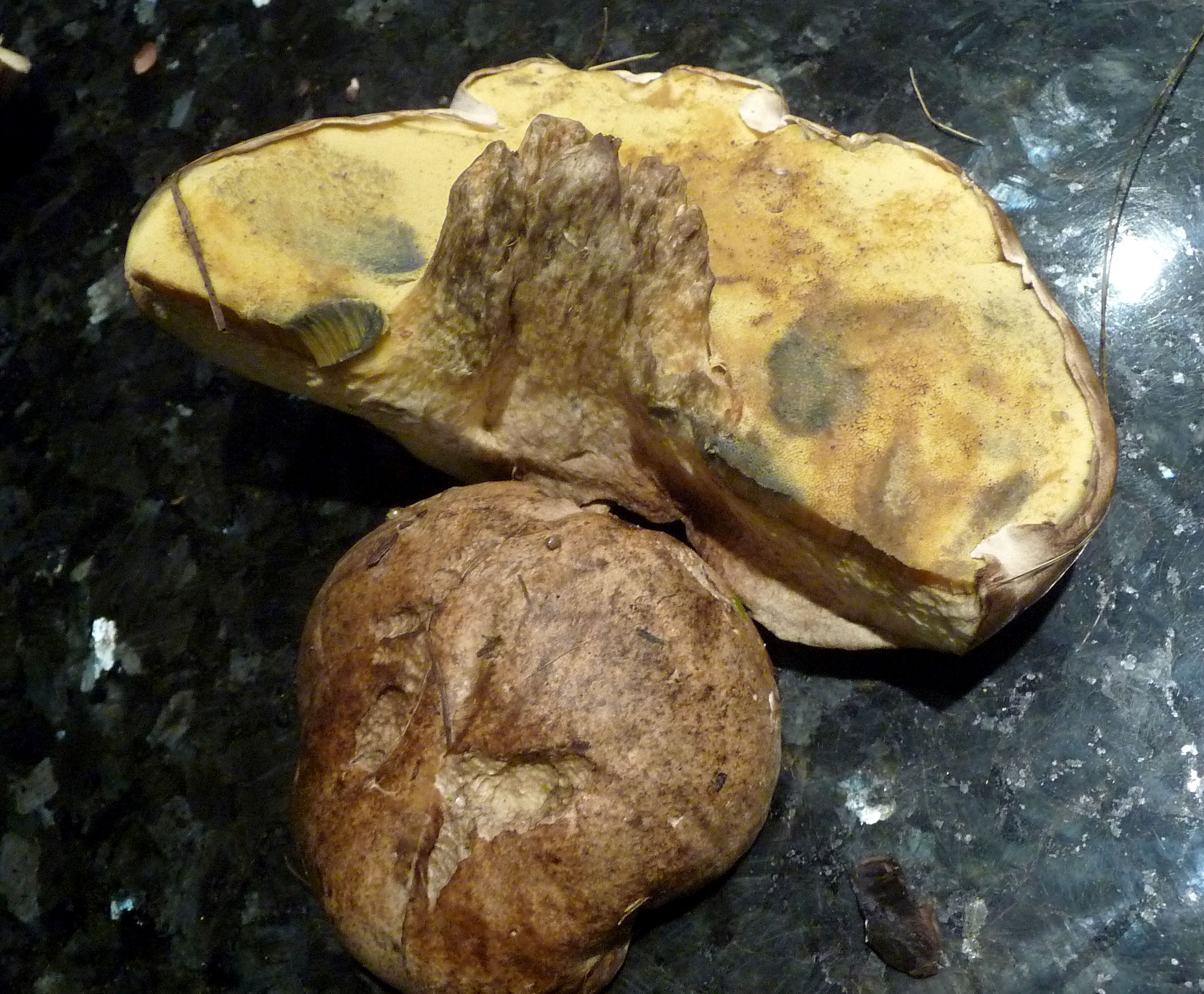
L. crocipodium bătrân, secțiune longitudinală

## Confuzii
Buretele poate fi confundat cu alte ciuperci din familia Boletaceae, ca de exemplu cu Boletus calopus (necomestibil), Boletus fragrans (comestibil, mai mic, pori galbeni, se colorează ușor albăstrui după leziune), Boletus impolitus sin. Hemileccinum impolitum (comestibil), Boletus subtomentosus (comestibil), Leccinellum corsicum sin. Leccinum corsicum (comestibil), Leccinellum lepidum sin. Leccinum lepidum (comestibil), Leccinum aurantiacum (crește în păduri de foioase în special sub plopi precum plopi tremurători, dar de asemenea pe sub sălcii), Leccinum carpini, Leccinum griseum, (se dezvoltă numai în păduri de foioase, carnea devine neagră în timpul fierberii), Leccinum pseudoscabrum (trăiește în păduri de foioase în special sub carpeni dar și sub aluni, mesteceni sau plopi), Leccinum duriusculum (se dezvoltă sub plopi tremurători), Leccinum piceinum (se dezvoltă în păduri de conifere, mai ales sub molizi pe lângă afine), Leccinum melaneum, Leccinum quercinum (crește sub stejari), Leccinum roseofracta (trăiește sub mesteceni), Leccinum scabrum (se dezvoltă în păduri de foioase, în special sub mesteceni), Leccinum thalassinum (se dezvoltă sub mesteceni pe teren nisipos și umed, destul de răspândit, dar numai puțin cunoscut), Leccinum variicolor (trăiește prin turbării pe sol acru numai sub mesteceni),  Leccinum versipelle (crește în păduri (și parcuri, pajiști) sub mesteceni, păduri de foioase în special sub plopi precum plopi tremurători, dar de asemenea pe sub sălcii), Leccinum vulpinum sau cu Porphyrellus pseudoscaber sin. Boletus porphyraceus (crește în păduri foioase sau mixte, pe teren nisipos și pe lângă drumuri cu macadam, comestibil dar cam fibros) si Xerocomellus porosporus sin. Boletus porosporus (comestibil).

## Galerie de imagini (specii asemănătoare)

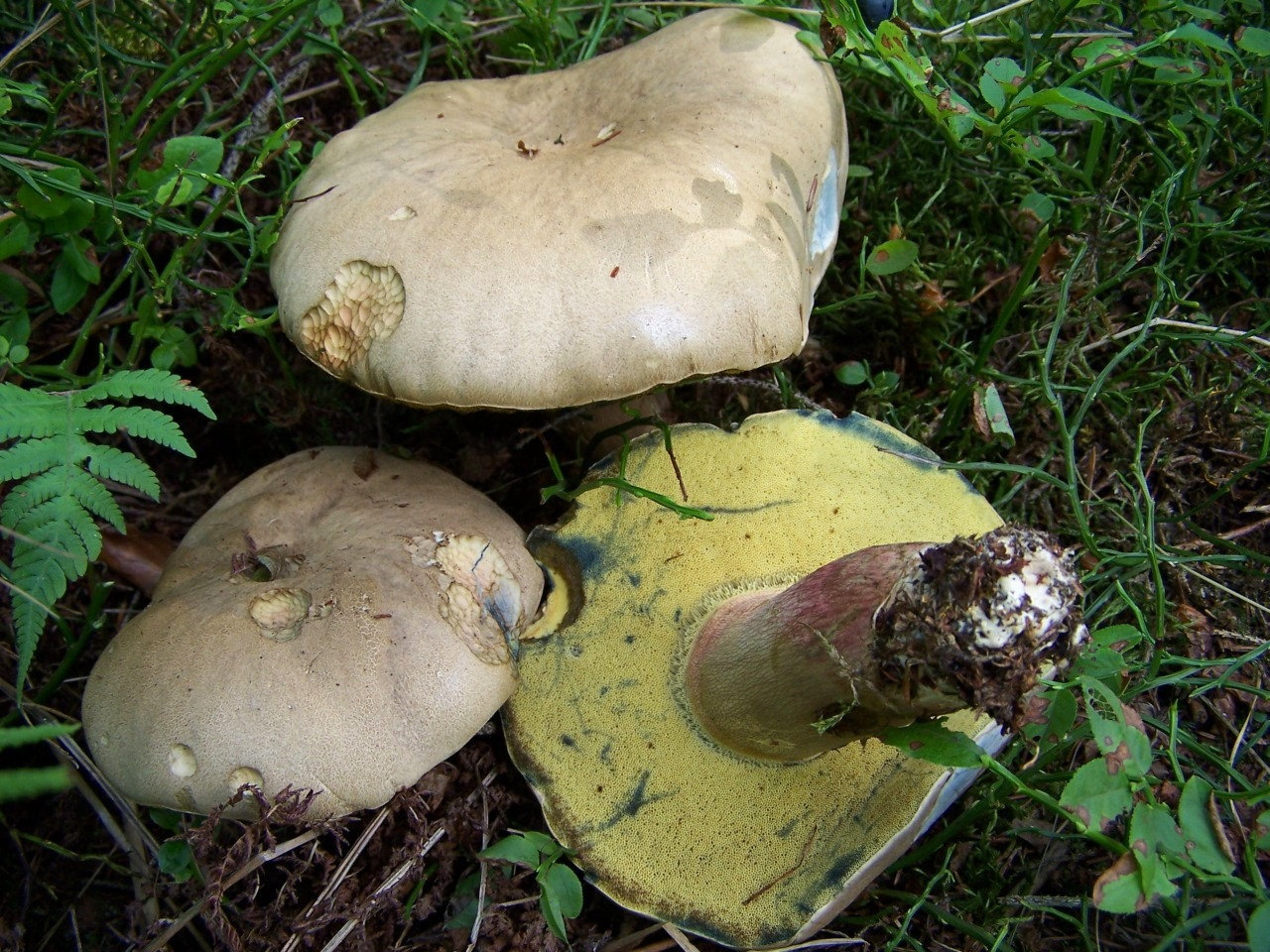
!Boletus calopus!
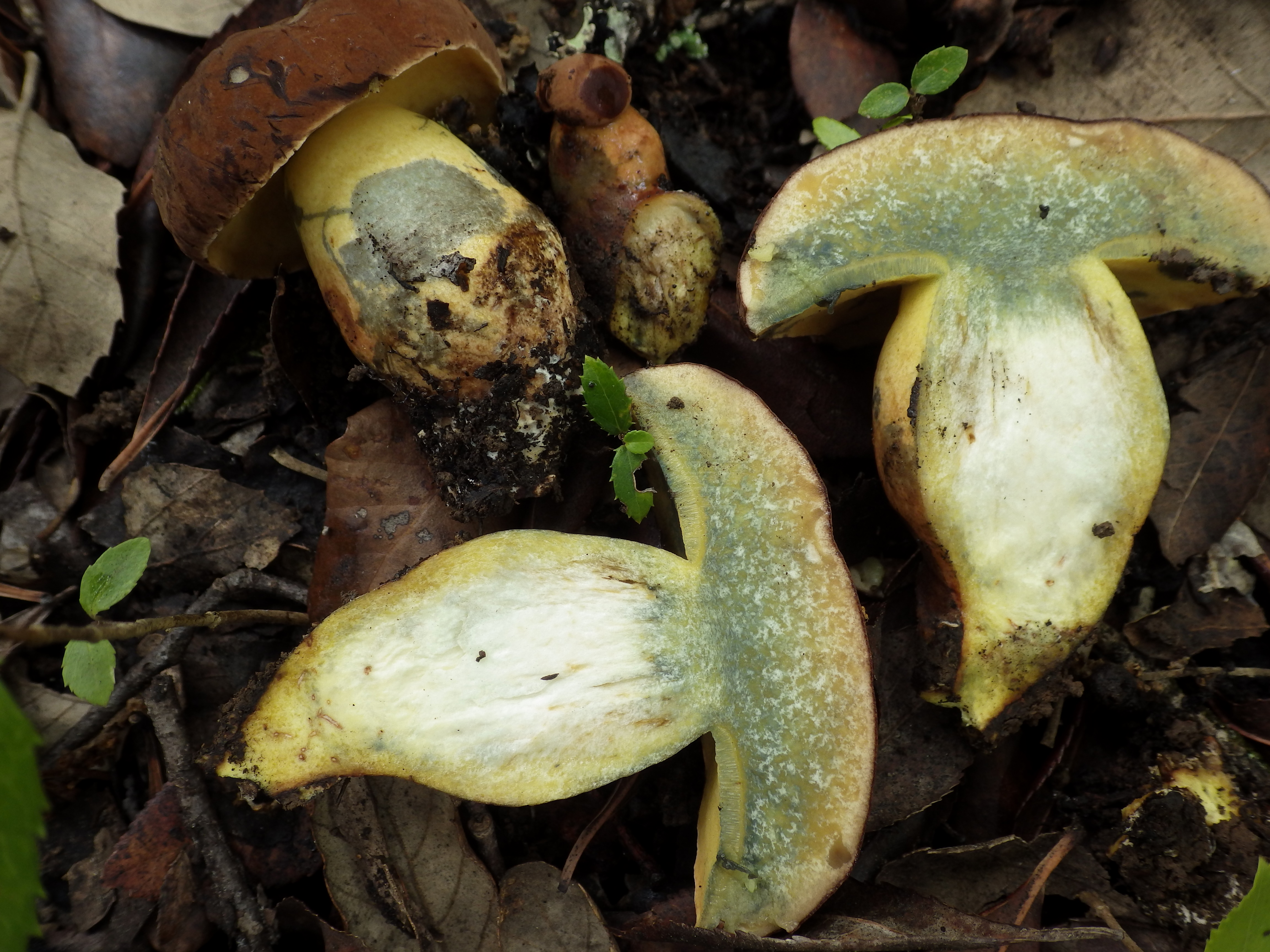
Boletus fragrans
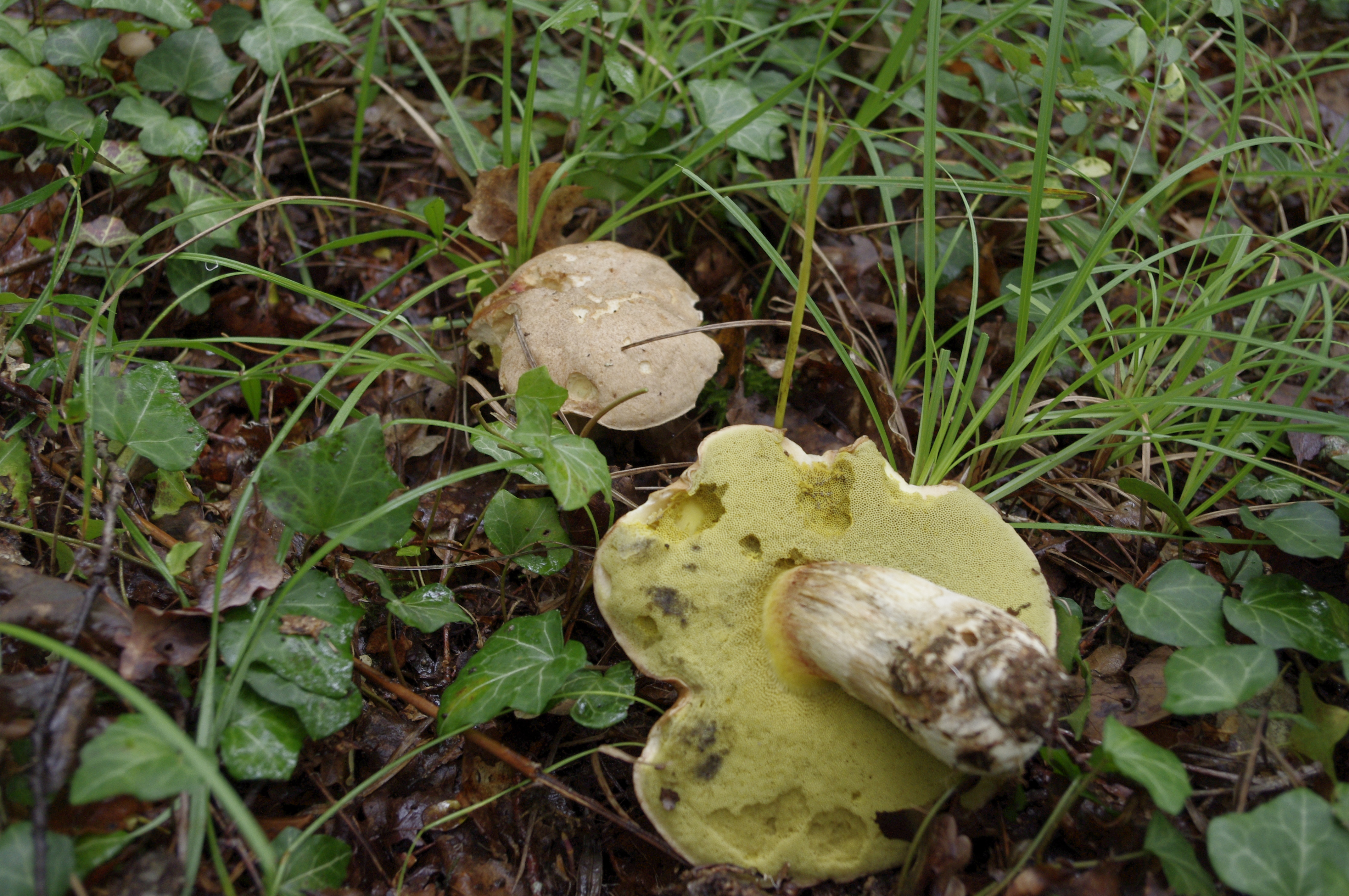
Boletus impolitus
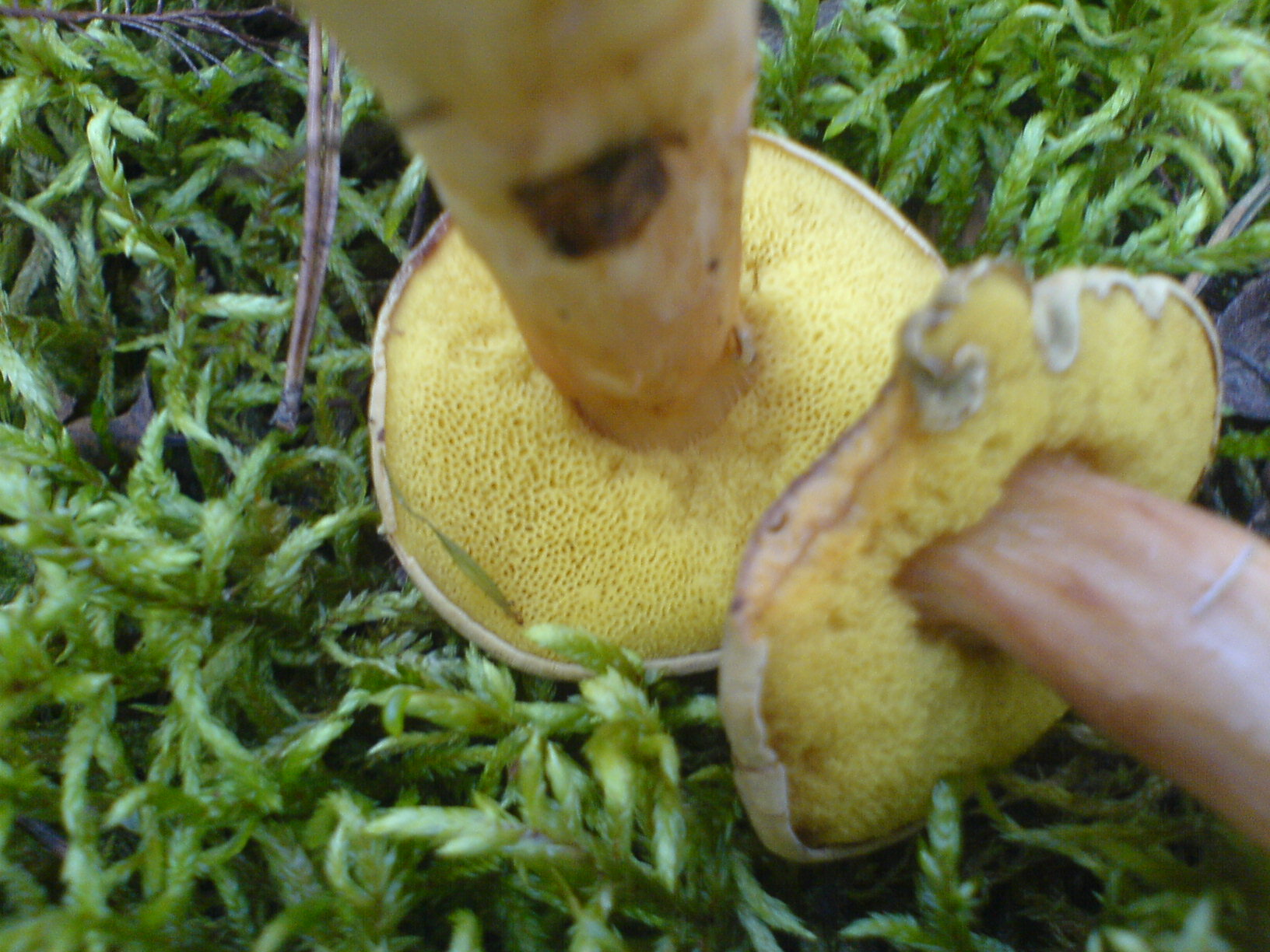
Boletus subtomentosus
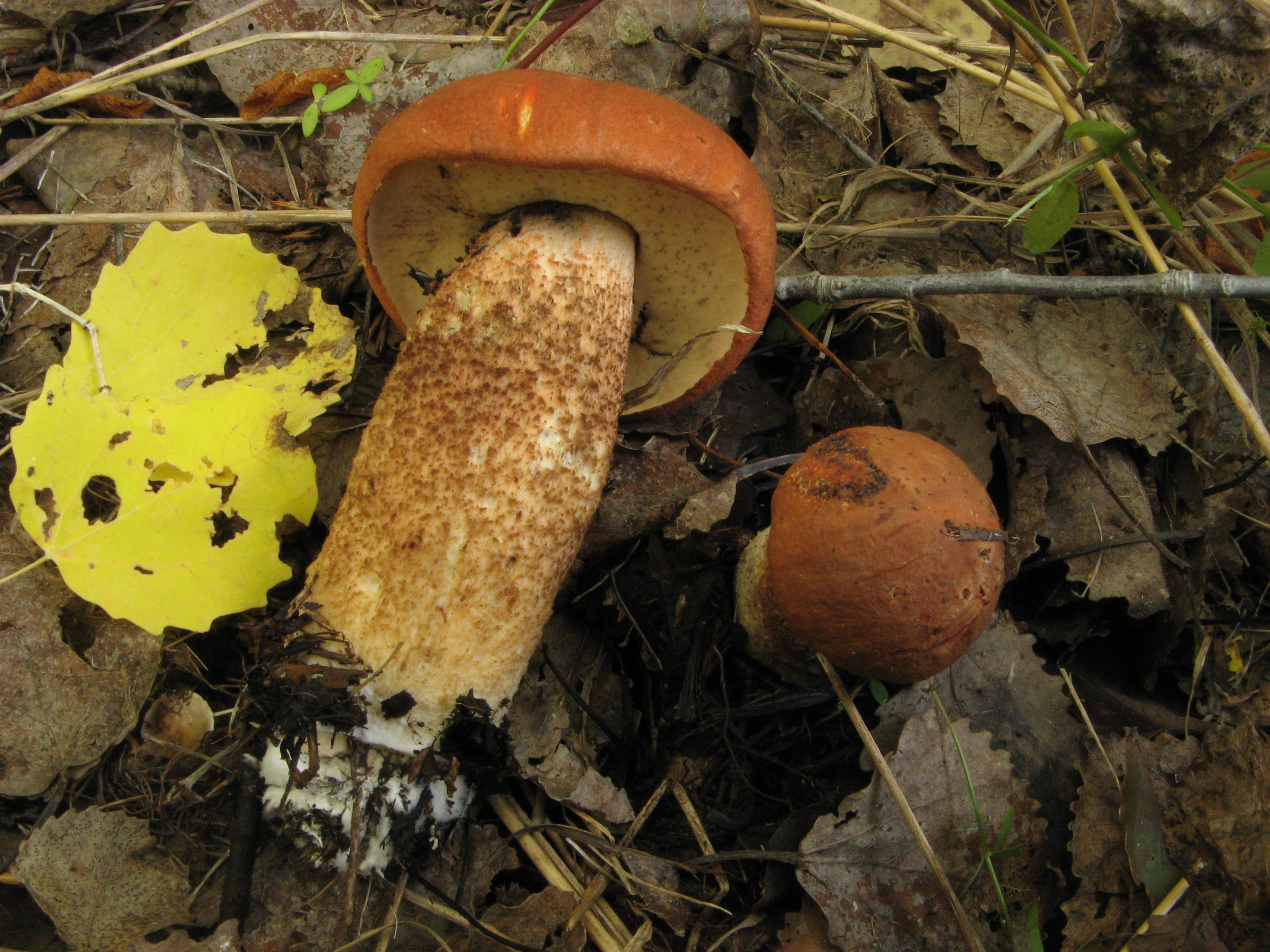
Leccinum aurantiacum
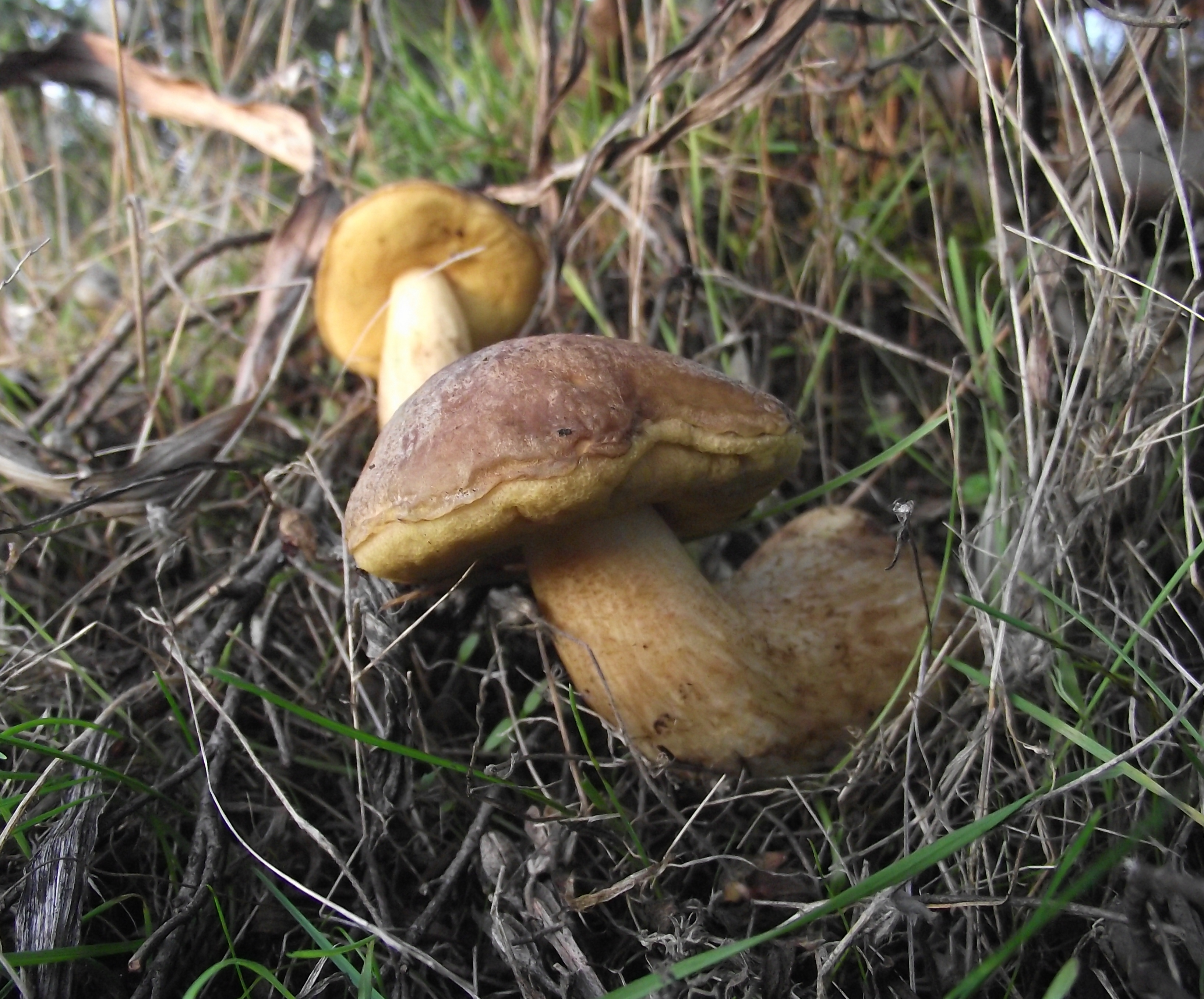
Leccinellum corsicum sin. Leccinum corsicum
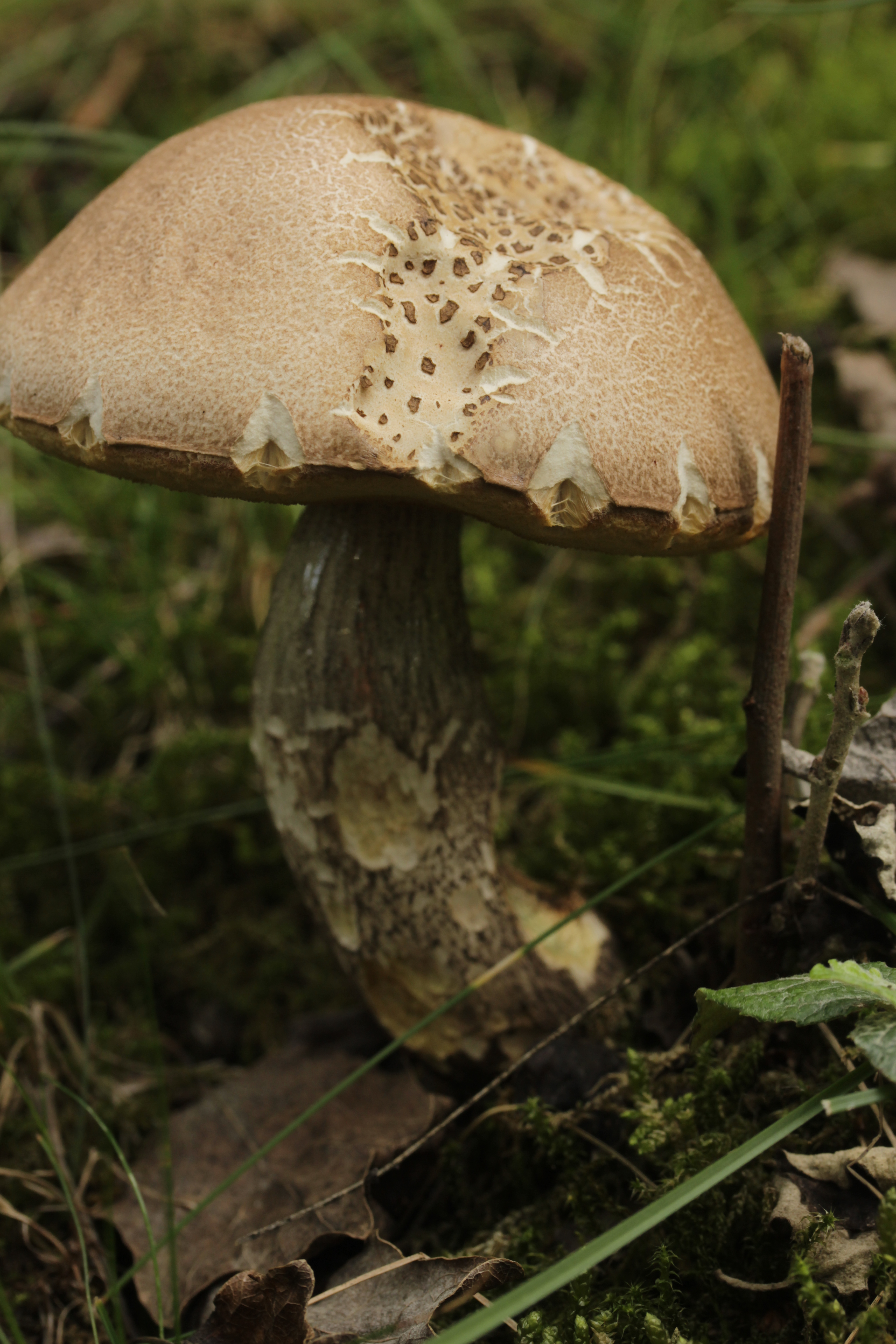
Leccinum duriusculum
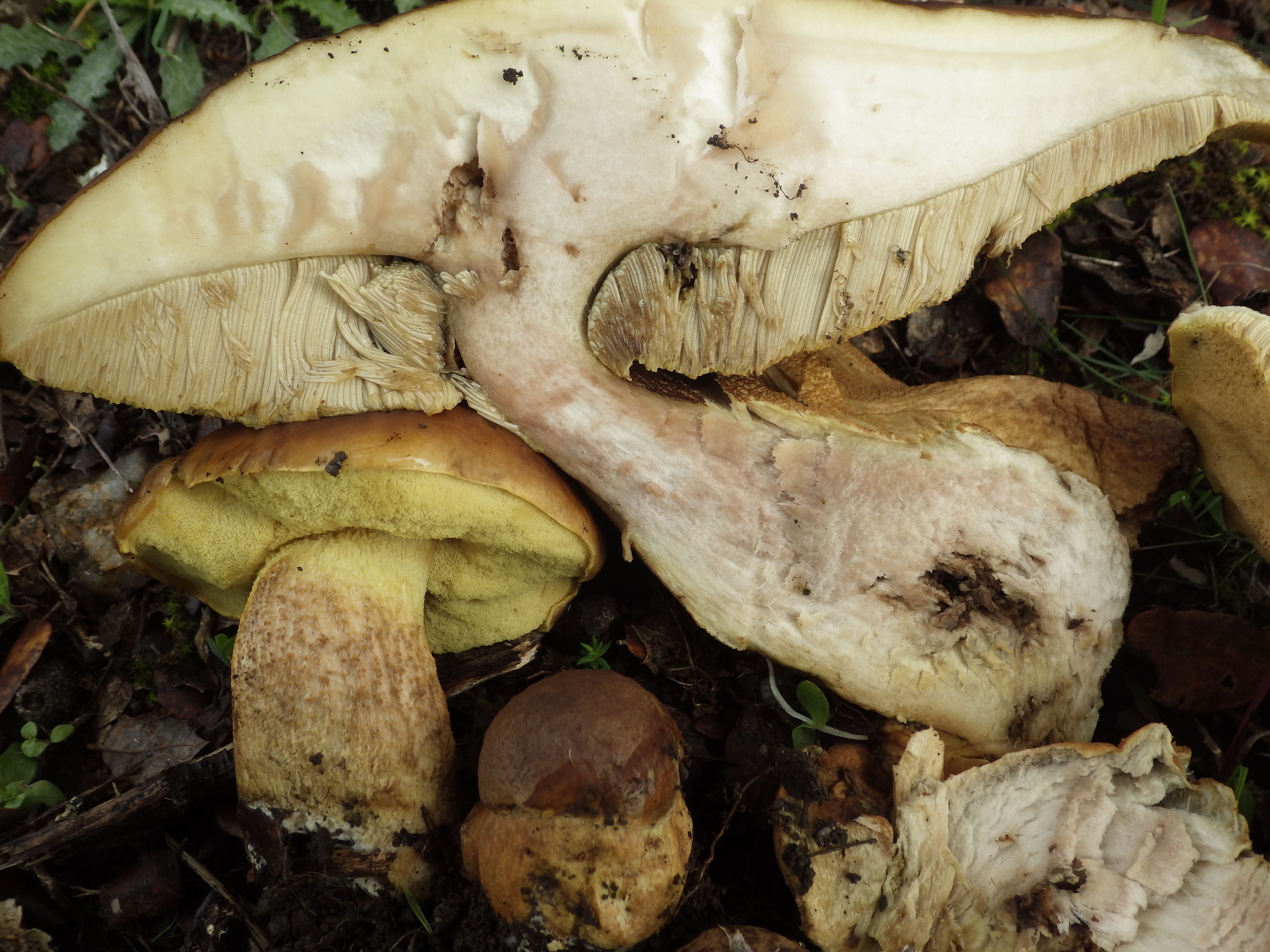
Leccinellum lepidum sin. Leccinum lepidum
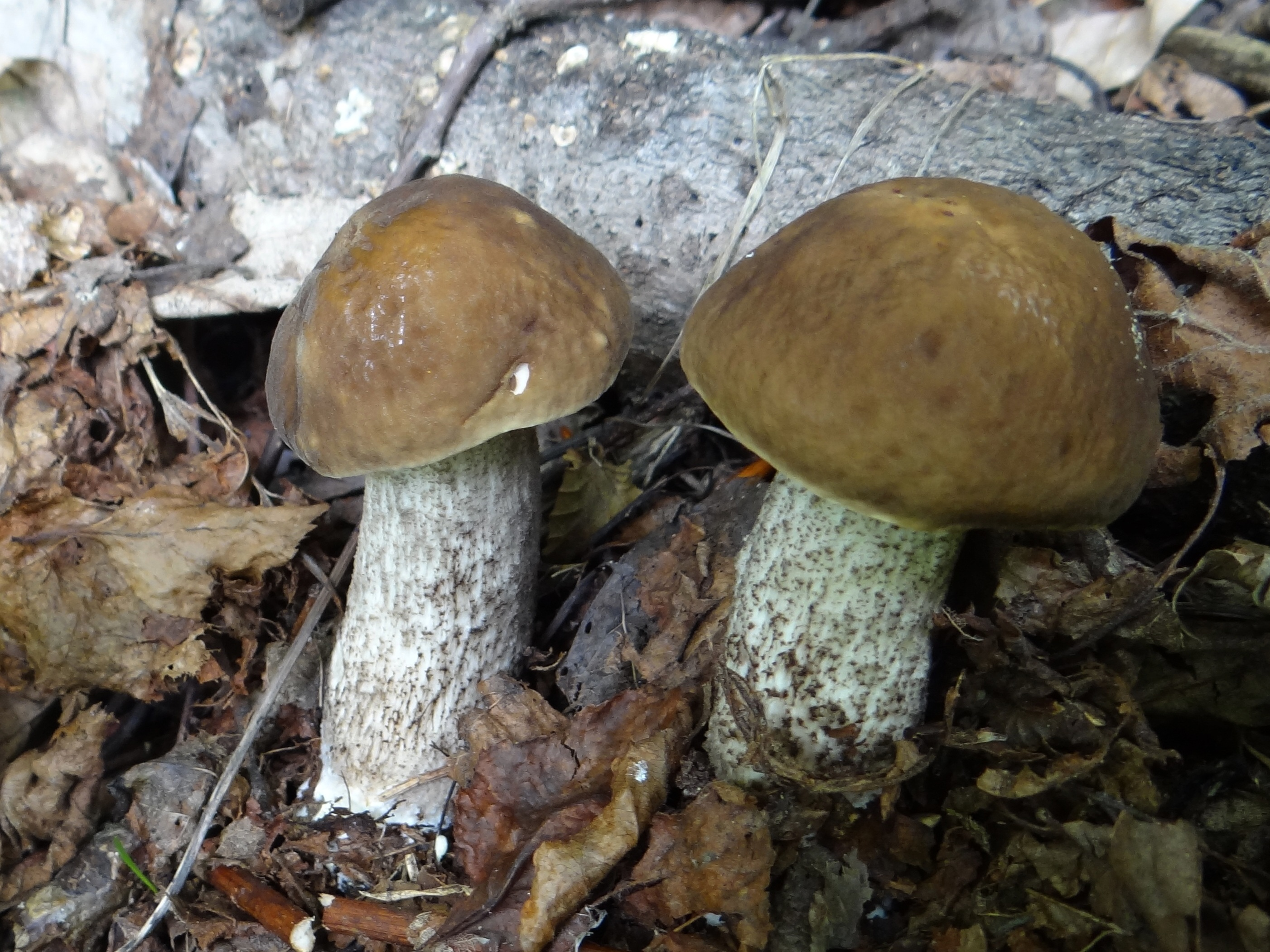
Leccinum griseum

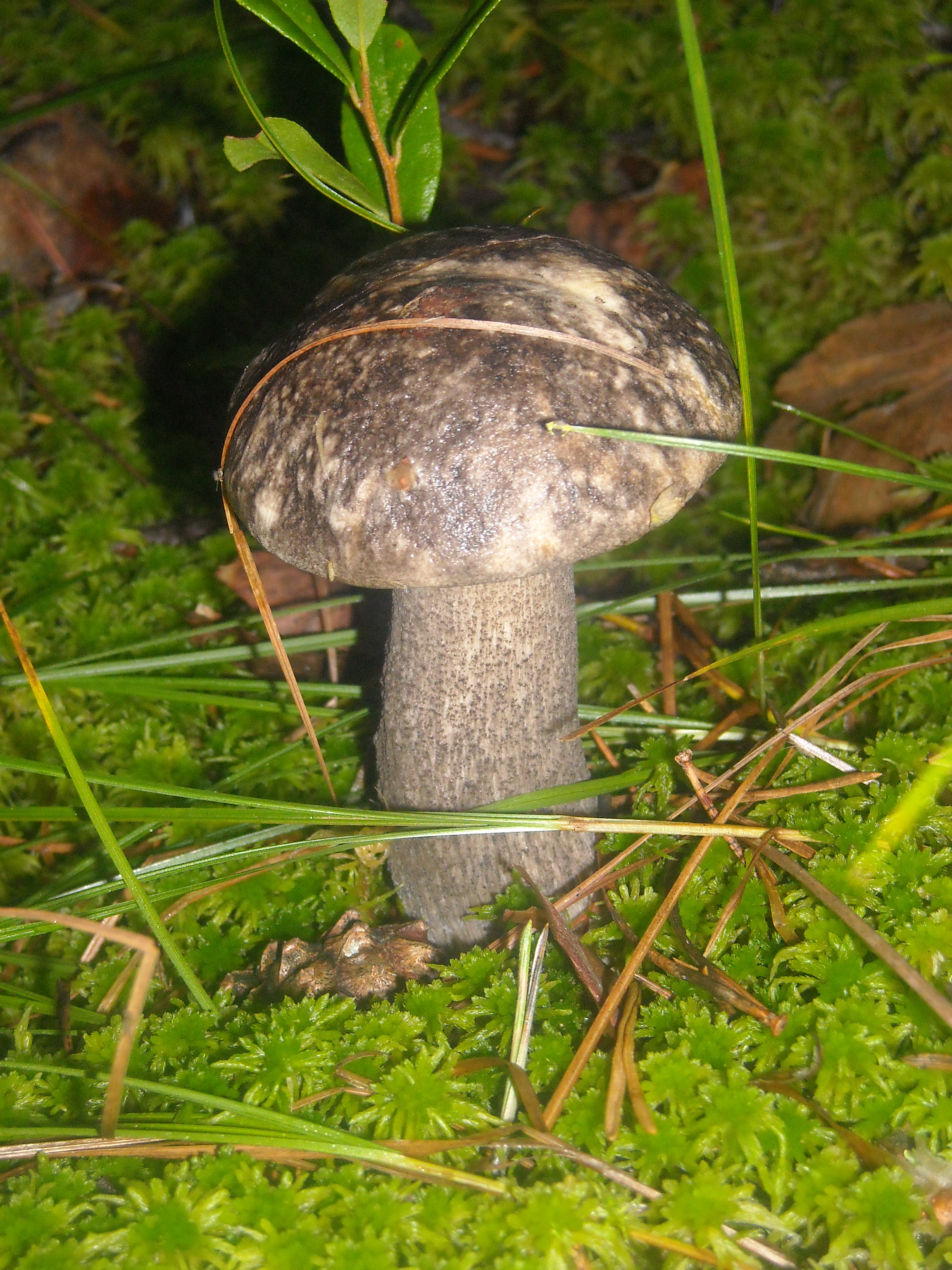
Leccinum melaneum
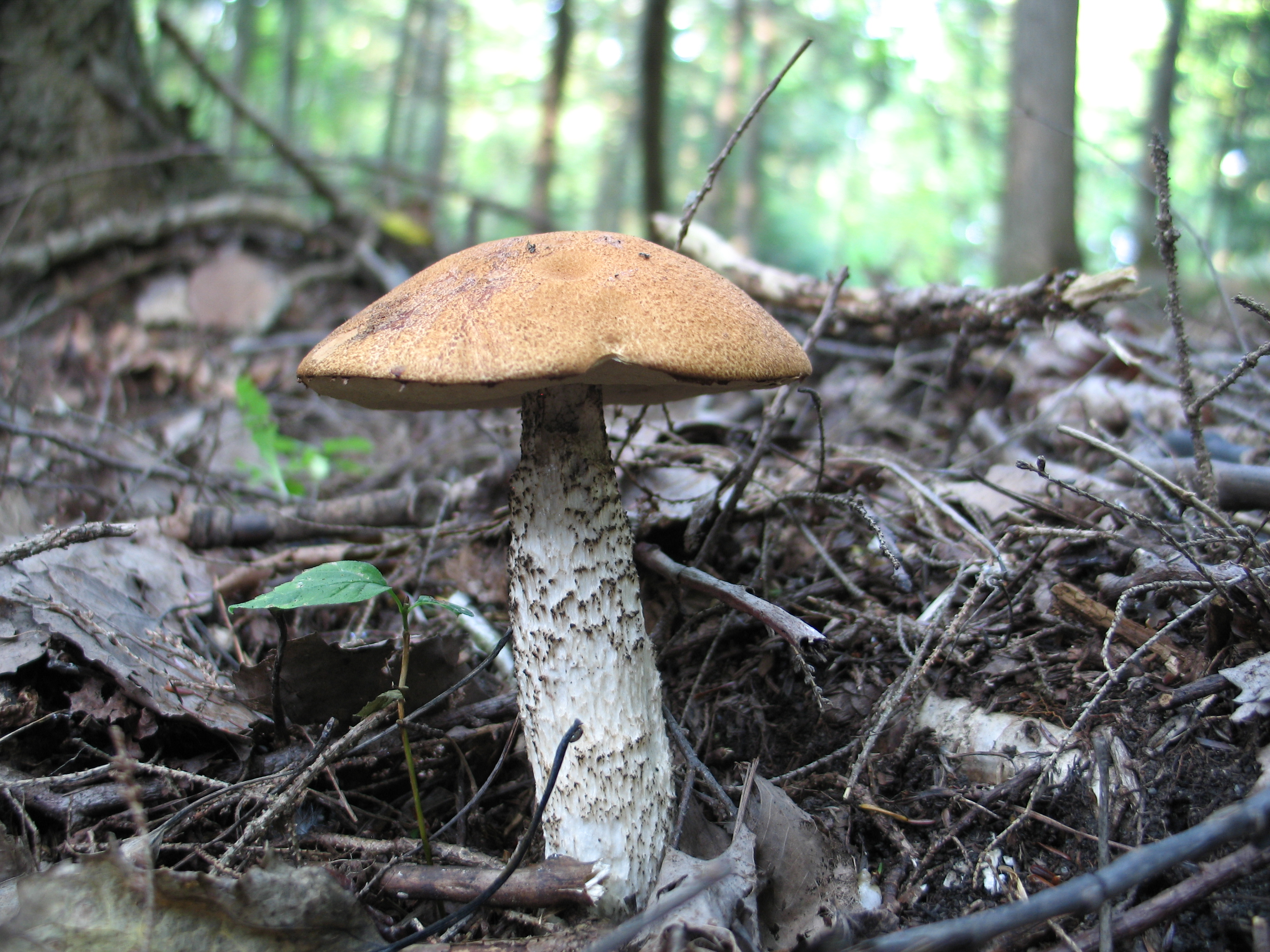
Leccinum piceinum
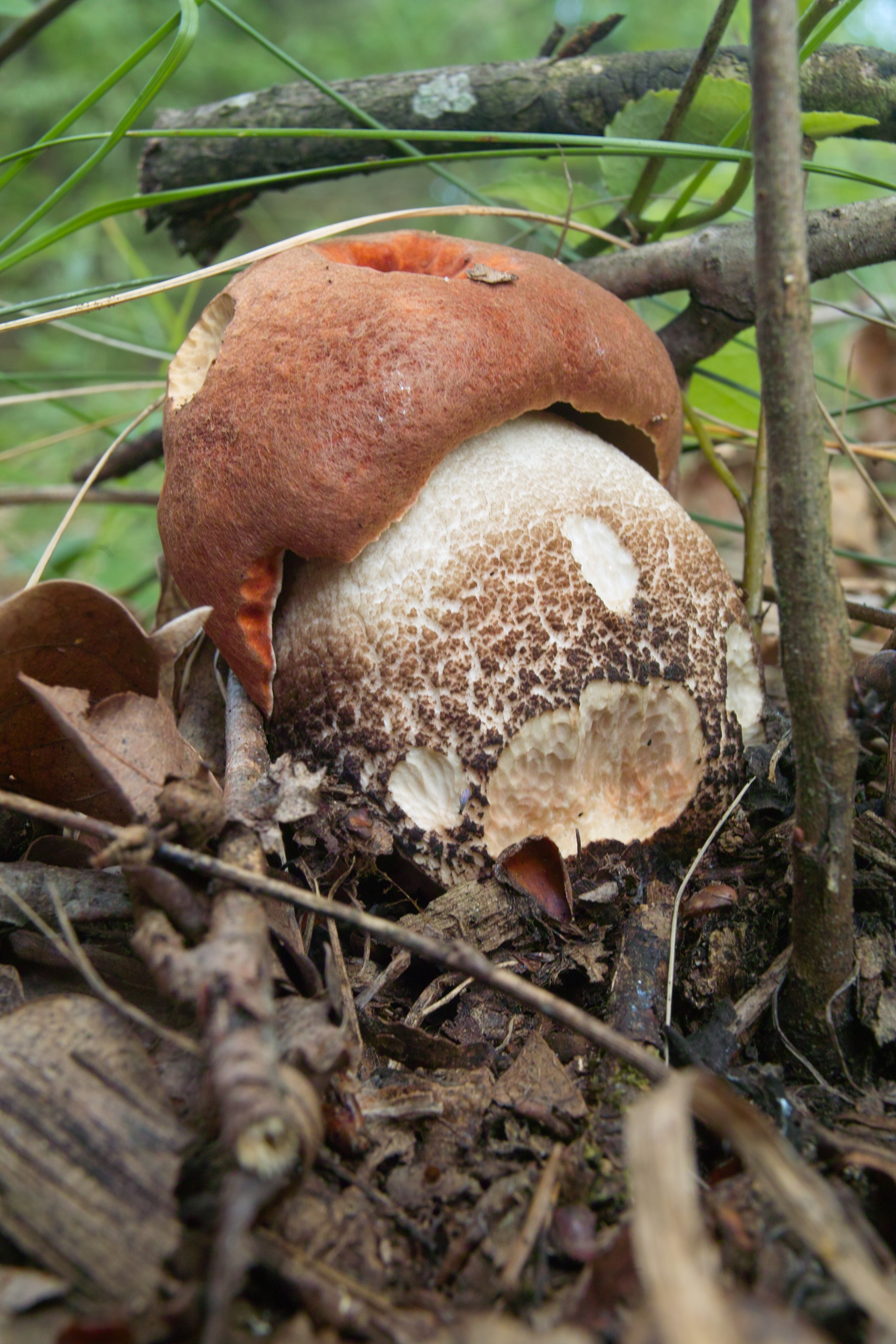
Leccinum quercinum
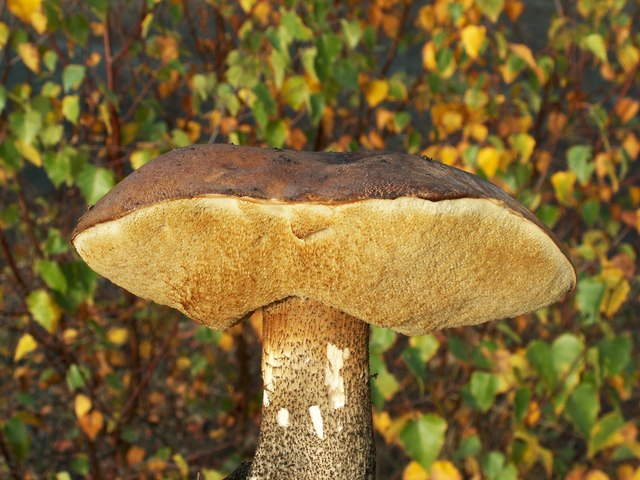
Leccinum scabrum
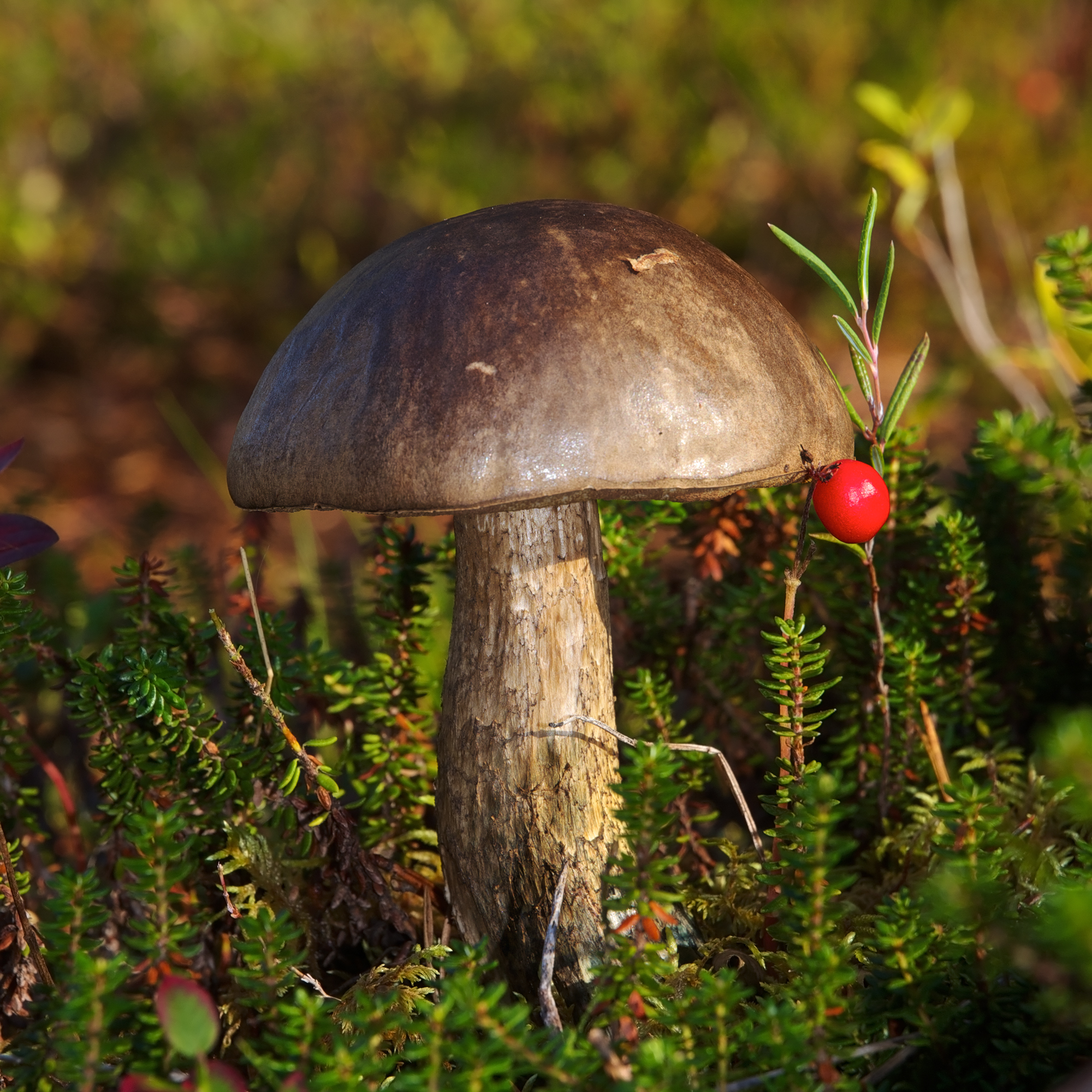
Leccinum variicolor
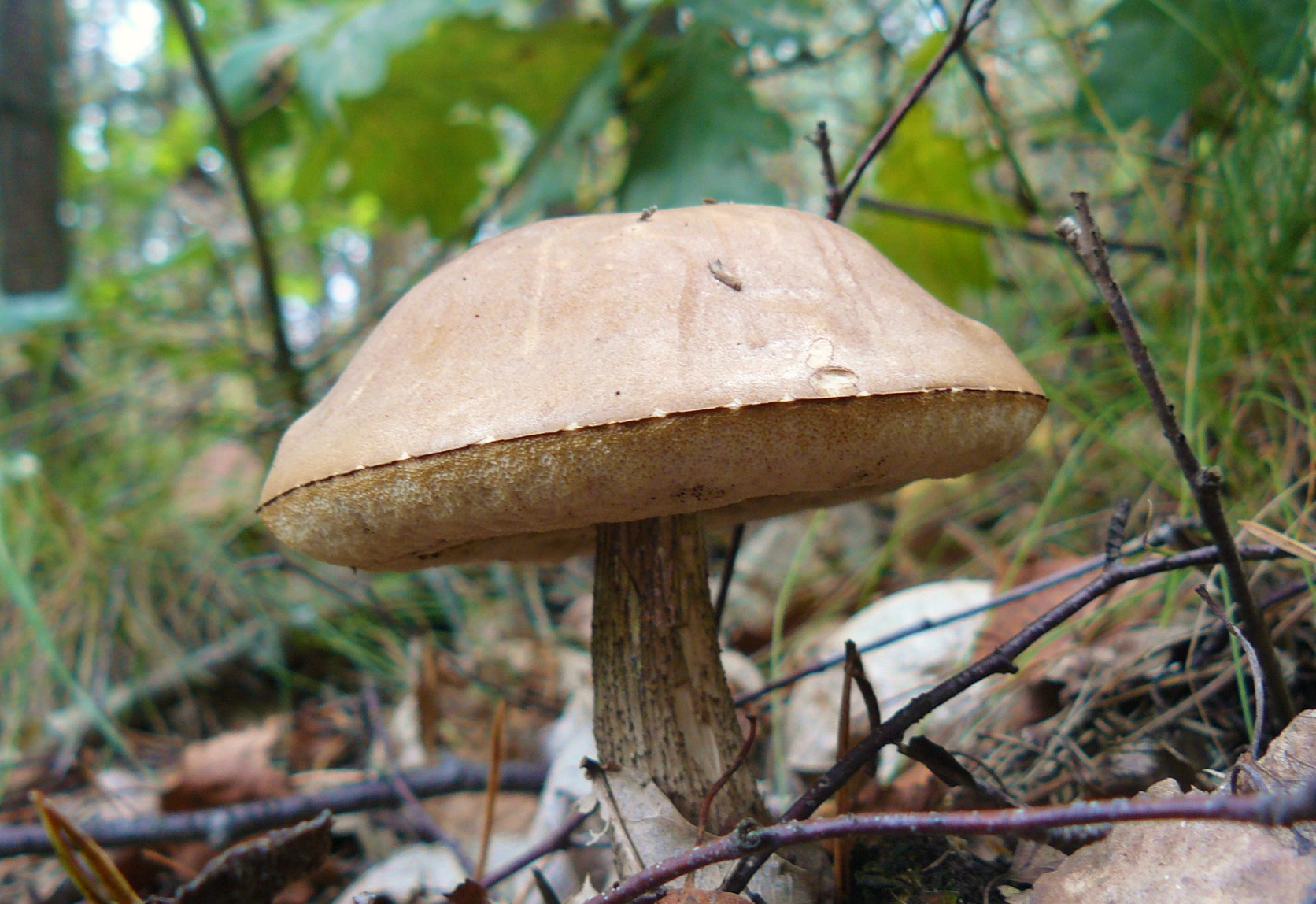
Leccinum versipelle
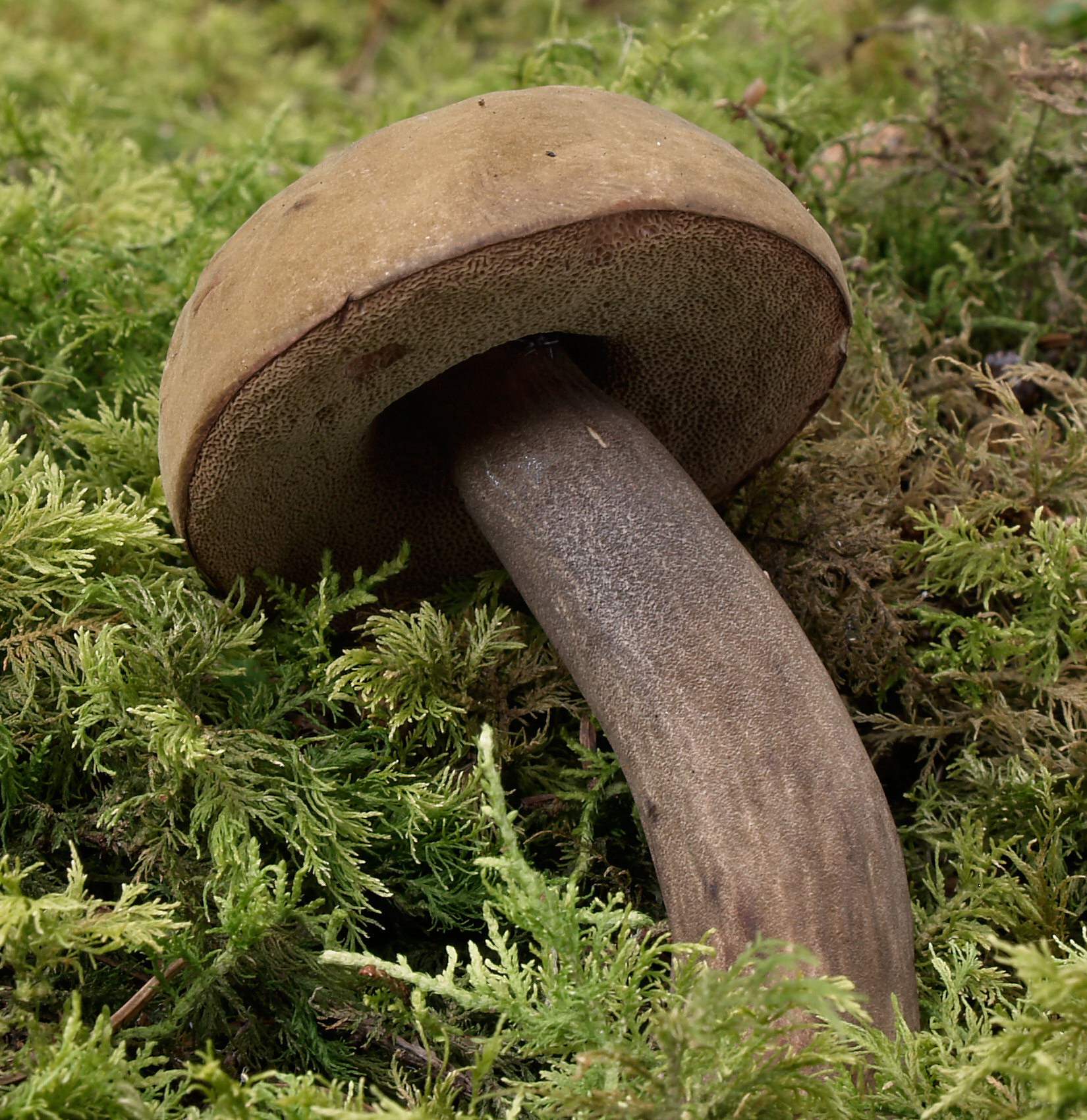
Porphyrellus pseudoscaber
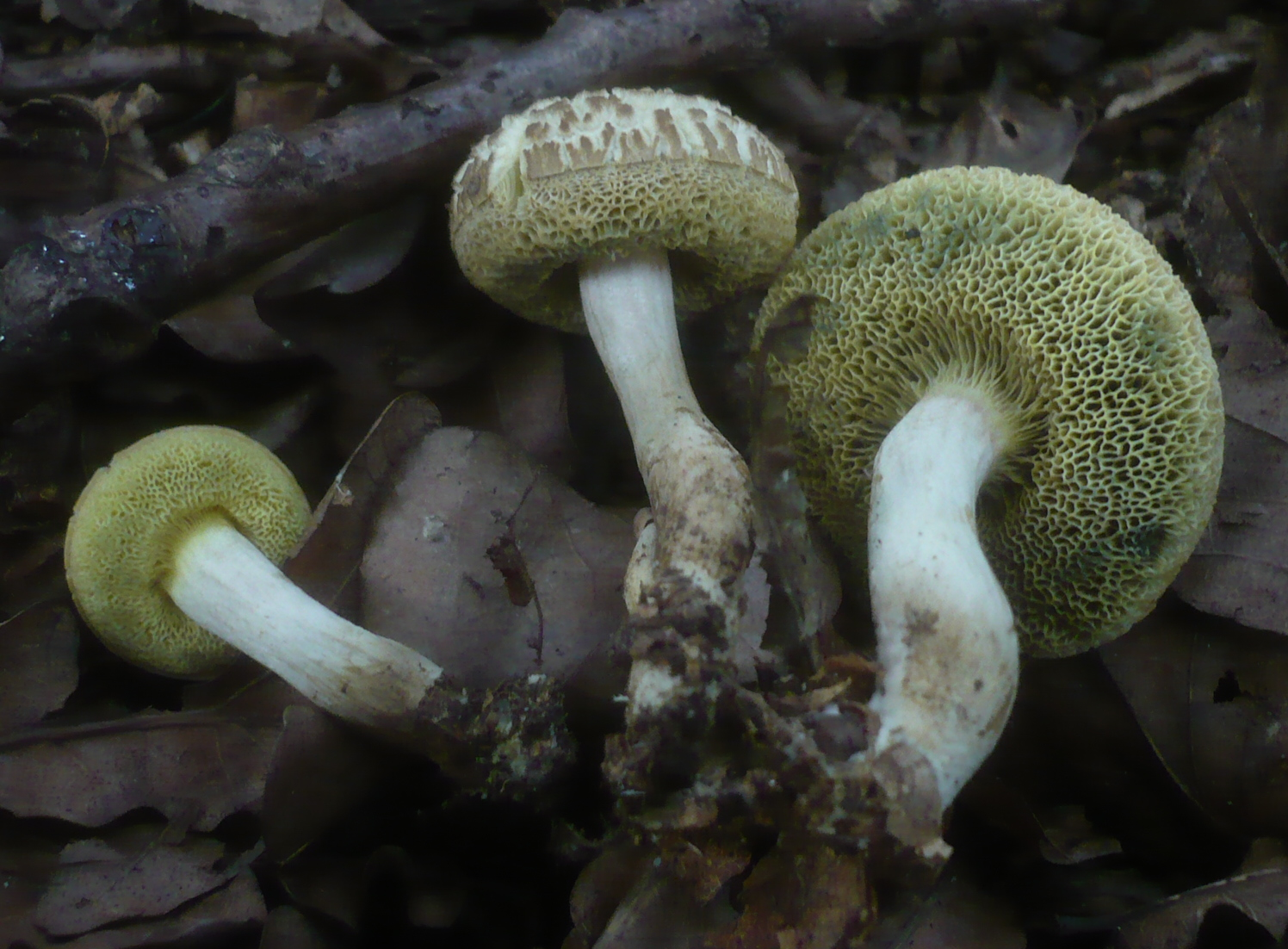
Xerocomellus porosporus

## Valorificare
Această ciupercă are avantajul că este rareori atacată de viermi. Se folosesc pălăriile când încă n-au devenit spongioase, iar picioarele doar de la exemplare foarte tinere. Bureții pot fi pregătiți ca ciulama, sau adăugați la un sos de carne de vită sau vânat, cel mai bine împreună cu alte ciuperci de pădure. Acest soi nu este astfel de gustos ca de exemplu hribii, dar totuși apreciat în bucătărie.
S-a afirmat, că specia, consumată crudă, poate să genereze incompatibilități, la copii precum persoane cu un aparat digestiv sensibil chiar și intoxicații ușoare de natură gastrointestinală. Astfel, ciupercile acestui soi ar trebui să fie consumate numai bine prăjite sau gătite.